# Идија
Идија је у грчкој митологији била нимфа.

## Митологија
Била је најмлађа Океанова и Тетијина кћерка. Живела је у граду Еји у Колхиди на крајњем истоку Црног мора и била је супруга краља Ејета, са којим је имала кћерке Халкиопу и Медеју, мада јој је Цицерон приписивао и сина Апсирта. Њено име потиче од грчке речи „eidô“, што значи „видети“ или „знати“, што се може повезати са сујеверјем старих Грка који су веровали да очи имају вештичије моћи, у овом случају појачане, јер се ради о потомцима Сунца. С обзиром на то да је била Океанида, водена нимфа, сматрало се да потиче са извора у Колхиди, а брак између локалне водене нимфе и краља, оснивача града, чест је мотив у грчким митовима.